# رالف گودآل
رالف گودآل (انگلیسی: Ralph Goodale؛ زادهٔ ۵ اکتبر ۱۹۴۹) یک وکیل، و سیاست‌مدار اهل کانادا است. او وزیر امنیت و آمادگی‌های اضطراری کانادا است.